# Sphaerospora platessae
Sphaerospora platessae is een microscopische parasiet uit de familie Sphaerosporidae. Sphaerospora platessae werd in 1903 beschreven door Woodcock. 